# Okazaki, Aichi
Okazaki (岡崎市 (Cương Khi thị) Okazaki-shi) là thành phố thuộc tỉnh Aichi, Nhật Bản. Tính đến ngày 1 tháng 10 năm 2020, dân số ước tính thành phố là 384.654 người và mật độ dân số là 990 người/km2. Tổng diện tích thành phố là 387,2 km2.

## Địa lý
Okazaki nằm ở trung tâm tỉnh Aichi, tiếp giáp giữa vùng bán sơn địa Mikawa và vùng đồng bằng Okazaki. Sông Yahagi chảy qua thành phố từ Bắc xuống Nam, sông Oto chảy qua thành phố từ Đông sang Tây.

### Đô thị lân cận
- Aichi
  - Toyokawa
  - Shinshiro
  - Toyota
  - Nishio
  - Kōta
  - Anjō
  - Gamagōri

### Khí hậu
| Dữ liệu khí hậu của Okazaki, Aichi       | Dữ liệu khí hậu của Okazaki, Aichi | Dữ liệu khí hậu của Okazaki, Aichi | Dữ liệu khí hậu của Okazaki, Aichi | Dữ liệu khí hậu của Okazaki, Aichi | Dữ liệu khí hậu của Okazaki, Aichi | Dữ liệu khí hậu của Okazaki, Aichi | Dữ liệu khí hậu của Okazaki, Aichi | Dữ liệu khí hậu của Okazaki, Aichi | Dữ liệu khí hậu của Okazaki, Aichi | Dữ liệu khí hậu của Okazaki, Aichi | Dữ liệu khí hậu của Okazaki, Aichi | Dữ liệu khí hậu của Okazaki, Aichi | Dữ liệu khí hậu của Okazaki, Aichi |
| Tháng                                    | 1                                  | 2                                  | 3                                  | 4                                  | 5                                  | 6                                  | 7                                  | 8                                  | 9                                  | 10                                 | 11                                 | 12                                 | Năm                                |
| ---------------------------------------- | ---------------------------------- | ---------------------------------- | ---------------------------------- | ---------------------------------- | ---------------------------------- | ---------------------------------- | ---------------------------------- | ---------------------------------- | ---------------------------------- | ---------------------------------- | ---------------------------------- | ---------------------------------- | ---------------------------------- |
| Cao kỉ lục °C (°F)                       | 17.2 (63.0)                        | 21.6 (70.9)                        | 24.6 (76.3)                        | 29.5 (85.1)                        | 32.8 (91.0)                        | 36.1 (97.0)                        | 39.3 (102.7)                       | 38.8 (101.8)                       | 37.8 (100.0)                       | 31.9 (89.4)                        | 26.1 (79.0)                        | 23.1 (73.6)                        | 39.3 (102.7)                       |
| Trung bình ngày tối đa °C (°F)           | 9.1 (48.4)                         | 10.2 (50.4)                        | 14.1 (57.4)                        | 19.6 (67.3)                        | 24.2 (75.6)                        | 27.1 (80.8)                        | 31.0 (87.8)                        | 32.7 (90.9)                        | 29.0 (84.2)                        | 23.3 (73.9)                        | 17.4 (63.3)                        | 11.6 (52.9)                        | 20.8 (69.4)                        |
| Trung bình ngày °C (°F)                  | 4.1 (39.4)                         | 5.0 (41.0)                         | 8.6 (47.5)                         | 13.8 (56.8)                        | 18.6 (65.5)                        | 22.3 (72.1)                        | 26.2 (79.2)                        | 27.4 (81.3)                        | 23.9 (75.0)                        | 17.9 (64.2)                        | 11.8 (53.2)                        | 6.4 (43.5)                         | 15.5 (59.9)                        |
| Tối thiểu trung bình ngày °C (°F)        | −0.7 (30.7)                        | 0.0 (32.0)                         | 3.1 (37.6)                         | 8.1 (46.6)                         | 13.3 (55.9)                        | 18.2 (64.8)                        | 22.5 (72.5)                        | 23.3 (73.9)                        | 19.7 (67.5)                        | 13.2 (55.8)                        | 6.5 (43.7)                         | 1.4 (34.5)                         | 10.7 (51.3)                        |
| Thấp kỉ lục °C (°F)                      | −7.6 (18.3)                        | −7.6 (18.3)                        | −4.7 (23.5)                        | −1.9 (28.6)                        | 3.1 (37.6)                         | 8.9 (48.0)                         | 15.1 (59.2)                        | 14.8 (58.6)                        | 7.8 (46.0)                         | 2.3 (36.1)                         | −1.7 (28.9)                        | −6.5 (20.3)                        | −7.6 (18.3)                        |
| Lượng Giáng thủy trung bình mm (inches)  | 53.7 (2.11)                        | 60.9 (2.40)                        | 115.8 (4.56)                       | 123.6 (4.87)                       | 139.4 (5.49)                       | 177.1 (6.97)                       | 184.1 (7.25)                       | 117.9 (4.64)                       | 223.5 (8.80)                       | 177.1 (6.97)                       | 80.2 (3.16)                        | 57.2 (2.25)                        | 1.507,6 (59.35)                    |
| Số ngày giáng thủy trung bình (≥ 1.0 mm) | 5.4                                | 6.3                                | 9.2                                | 9.4                                | 9.7                                | 12.0                               | 11.0                               | 7.7                                | 10.6                               | 9.9                                | 6.6                                | 6.1                                | 103.9                              |
| Số giờ nắng trung bình tháng             | 172.0                              | 165.5                              | 191.5                              | 193.5                              | 194.2                              | 136.7                              | 164.8                              | 210.8                              | 159.6                              | 162.2                              | 162.8                              | 167.4                              | 2.081                              |
| Nguồn: Cục Khí tượng Nhật Bản            |                                    |                                    |                                    |                                    |                                    |                                    |                                    |                                    |                                    |                                    |                                    |                                    |                                    |

## Văn hóa
Okazaki nổi tiếng về đặc sản tương mang tên Hacchō miso, đậu phụ và là quê hương của những gia tộc, nhân vật lịch sử lừng danh như gia tộc Hosokawa, Niki, Torii, Ōkubo, Doi, shōgun Tokugawa Ieyasu. Nghề làm pháo hoa và tạc đá của Okazaki cũng rất có tiếng. Vào thời kì Edo, mạc phủ Tokugawa chỉ cho phép sản xuất thuốc súng tại lãnh địa do mình quản lý trực tiếp (Okazaki ngày nay). Hiện nay có tới 70% số pháo hoa được sản xuất hàng năm ở Nhật Bản có nguồn gốc từ Okazaki. Lễ hội bắn pháo hoa hàng năm tổ chức tại chùa Takisan thu hút rất nhiều khách du lịch đến tham quan.
Okazaki có nhiều điểm tham quan, thắng cảnh tự nhiên, đền, chùa, di tích lịch sử, trong đó phải kể đến Thành Okazaki và núi Taki cùng chùa Takisan.

## Thành phố kết nghĩa
- Newport Beach, California,  Hoa Kỳ: Tháng 11, 1984.[4]
- Uddevalla,  Thụy Điển: Tháng 9, 1968.[5][6]
- Hohhot, Nội Mông,  Trung Quốc: Tháng 8, 1987.[5]